# كولين هيغز
كولين هيغز (بالإنجليزية: Colleen Higgs)‏ هي كاتِبة وشاعرة جنوب أفريقية، ولدت في 1962.